# 中国农业科学院兰州兽医研究所
中国农业科学院兰州兽医研究所（简称中国农科院兰州兽研所），是中华人民共和国甘肃省兰州市的一所兽医学综合研究机构，隶属于中国农业科学院。主要从事动物传染病和人兽共患病研究。

## 历史沿革
1954年10月，经农业部批准，西北军政委员会畜牧部在兰州市成立西北畜牧兽医研究所筹备处。1955年1月正式挂牌，处址临时设在兰州市西郊第四区（1956年改称七里河区）王家堡168-5号王氏祠堂内。1956年11月3日，筹备处从王家堡迁到新址办公，归中国农业科学院筹备组领导。
1957年10月28日，正式成立中国农业科学院西北畜牧兽医研究所。所址位于兰州市城关区盐场堡徐家坪。时任省畜牧厅厅长陈玉山兼任所长。
1965年9月，农业部决定将中国农业科学院哈尔滨兽医研究所领导中心和一部分研究工作（家畜寄生虫病、家畜真菌病、兽医卫生、药学、抗菌素等）由哈尔滨市迁至兰州市，同时与中国农业科学院西北畜牧兽医研究所的兽医部分、中国农业科学院中兽医研究所合并，组成中国农业科学院兽医研究所。1970年，研究所下放给甘肃省，同时改称甘肃省兽医研究所，属甘肃省农林局领导。
1978年，中国农业科学院收回兽医研究所，恢复建制，同时改称中国农业科学院兰州兽医研究所。
2006年，加挂“中国动物卫生与流行病学中心兰州分中心”牌子。
2019年，发生布鲁氏菌抗体阳性事件。

## 科研成果
- 2018年，研制出全球首例猪口蹄疫O型、A型二价灭活疫苗。[7]
- 2019年，研制出耐热口蹄疫病毒样颗粒疫苗。[8]

## 机构设置
内设机构
- 综合处
- 党办人事处
- 科技管理处
- 计划财务处
- 条件建设与保障处

研究室
- 家畜疫病病原生物学国家重点实验室
- 农业部动物疫病病原生物学综合实验室
- 农业部兽医公共卫生重点开放实验室
- 农业部草食动物疫病重点开放实验室
- 甘肃省动物寄生虫病重点实验室
- 国家口蹄疫参考实验室
- 甘肃省生物检测工程技术研究中心
- 中国农业科学院人兽共患病重点开放实验室
- 中国农业科学院草食动物疫病重点开放实验室
- 家畜口蹄疫研究室
- 家畜传染病研究室
- 家畜寄生虫病研究室
- 人兽共患病研究室和禽病研究室

## 历任所长
| 姓名   | 任期                   |
| ------ | ---------------------- |
| 陈玉山 | 1957年10月－1965年9月  |
| 王晓   | 1965年9月－1967年11月  |
| 李浩   | 1979年4月－1983年6月   |
| 张秉义 | 1983年6月－1988年10月  |
| 韩福祥 | 1988年11月－1992年3月  |
| 谢庆阁 | 1992年4月－1996年8月   |
| 才学鹏 | 1999年12月－2010年11月 |
| 殷宏   | 2010年11月－           |